# Ołeh Hałkin
Ołeh Wołodymyrowycz Hałkin (ukr. Олег Володимирович Галкін, ur. 1 maja 1965 w Iszymie, zm. 10 maja 2003 w Kijowie) – ukraiński kolarz szosowy, dwukrotny medalista mistrzostw świata.

## Kariera
Największy sukces w karierze Ołeh Hałkin osiągnął w 1990 roku, kiedy wspólnie z Ołeksandrem Markowniczenko, Rusłanem Zotowem i Igorem Patienką zdobył złoty medal w drużynowej jeździe na czas na mistrzostwach świata w Utsunomiya. W tej samej konkurencji reprezentacja Związku Radzieckiego w składzie: Jurij Manujłow, Wiktor Klimow, Jewhen Zahrebelny i Ołeh Hałkin zdobyła brązowy medal na rozgrywanych rok wcześniej mistrzostwach świata w Chambéry. W 1992 roku wystartował na igrzyskach olimpijskich w Barcelonie, gdzie wraz z kolegami zajął czwarte miejsce. Ponadto w 1989 roku był wicemistrzem Związku Radzieckiego.